# ريتشارد باوتشر (دبلوماسي)
ريتشارد باوتشر (بالإنجليزية: Richard Boucher) هو دبلوماسي أمريكي، ولد في 1951 في بيثيسدا في الولايات المتحدة.

## وصلات خارجية
- ريتشارد باوتشر على موقع إن إن دي بي (الإنجليزية)